# Großer Preis von Spanien 2015
Der Große Preis von Spanien 2015 (offiziell Formula 1 Gran Premio De España Pirelli 2015) fand am 10. Mai auf dem Circuit de Barcelona-Catalunya in Montmeló statt und war das fünfte Rennen der Formel-1-Weltmeisterschaft 2015.

## Bericht

### Hintergründe
Nach dem Großen Preis von Bahrain führte Lewis Hamilton in der Fahrerwertung mit 27 Punkten vor Nico Rosberg und mit 28 Punkten vor Sebastian Vettel. In der Konstrukteurswertung führte Mercedes mit 52 Punkten vor Ferrari und mit 98 Punkten vor Williams.
Beim Großen Preis von Spanien stellte Pirelli den Fahrern die Reifenmischungen P Zero Hard (orange) und P Zero Medium (weiß) sowie für Nässe Cinturato Intermediates (grün) und Cinturato Full-Wets (blau) zur Verfügung.
Es gab im Vergleich zum Vorjahr einige Änderungen an der Strecke. Da die Überwachungskameras kaum Aufschluss über den genauen Hergang des Unfalls von Fernando Alonso bei den Testfahrten vor der Saison gaben, wurde ausgangs der Renault eine zusätzliche Kamera montiert, zudem wurden die Öffnungen für die Bergungsfahrzeuge in den Begrenzungsmauern außen in der folgenden Kurve Repsol vergrößert. Am Ausgang der Campsa begannen die Curbs nun deutlich früher, ausgangs der Schikane vor der letzten Kurve wurden die Curbs erneuert. In der New Holland genannten Zielkurve wurden zwei zusätzliche Reihen Reifenstapel hinzugefügt.
Die beiden DRS-Zonen blieben im Vergleich zum Vorjahr unverändert. Der Messpunkt für die erste Zone befand sich 86 Meter vor der Campsa, die Zone begann 40 Meter nach der Kurve. Der Messpunkt für die zweite DRS-Zone, die sich auf der Start-Ziel-Geraden befand, war die Safety-Car-Linie, aktiviert werden durfte das DRS dann 157 Meter nach der New Holland.
Nachdem es im freien Training zum Großen Preis von Bahrain wegen eines nicht korrekt befestigten Vorderrads bei Vettel zu einem Unfall mit Sergio Pérez gekommen war, verschärfte die FIA im Vorfeld des Rennens die Regeln für einen solchen Fall. Sollte ein Fahrer im Training das Fahrzeug nicht umgehend am Streckenrand abstellen, falls eines der Räder nicht korrekt befestigt ist, wird er in der Startaufstellung zum Rennen nach hinten versetzt. Im Rennen führt dieses Verhalten zu einer Zehn-Sekunden-Strafe, zudem wird eine Geldstrafe fällig. Verliert ein Fahrzeug ein Rad, so wird der Fahrer im kommenden Rennen um zehn Startpositionen nach hinten versetzt.
Marcus Ericsson, Pastor Maldonado (jeweils fünf), Pérez (vier), Jenson Button, Romain Grosjean, Nico Hülkenberg und Roberto Merhi (jeweils zwei) gingen mit Strafpunkten ins Rennwochenende.
Mit Kimi Räikkönen, Alonso (jeweils zweimal), Felipe Massa, Button, Vettel, Maldonado und Hamilton (jeweils einmal) traten sieben ehemalige Sieger zu diesem Grand Prix an.
Als Rennkommissare fungierten Garry Connelly (AUS), David Domingo (ESP), Alan Jones (AUS) sowie Tim Mayer (USA).

### Training
Im ersten freien Training fuhr Rosberg in 1:26,828 Minuten die Bestzeit vor Hamilton und Vettel. Alle Fahrer erreichten eine Rundenzeit, die unterhalb der 107-Prozent-Hürde lag.
Im zweiten freien Training war Hamilton mit einer Rundenzeit von 1:26,852 Minuten Schnellster vor Vettel und Rosberg. Daniel Ricciardo konnte nach einem Motorwechsel nur in den letzten Minuten des Trainings fahren.
Im dritten freien Training fuhr Rosberg in 1:26,021 Minuten die Bestzeit vor Vettel und Hamilton.

### Qualifying
Das Qualifying bestand aus drei Teilen mit einer Nettolaufzeit von 45 Minuten. Im ersten Qualifying-Segment (Q1) hatten die Fahrer 18 Minuten Zeit, um sich für das Rennen zu qualifizieren. Alle Fahrer, die im ersten Abschnitt eine Zeit erzielten, die maximal 107 Prozent der schnellsten Rundenzeit betrug, qualifizierten sich für den Grand Prix. Die besten 15 Fahrer erreichten den nächsten Teil. Hamilton war am schnellsten. Die Manor-Piloten, die Force-India-Piloten sowie Ericsson schieden aus.
Der zweite Abschnitt (Q2) dauerte 15 Minuten. Die schnellsten zehn Piloten qualifizierten sich für den dritten Teil des Qualifyings. Rosberg war Schnellster. Felipe Nasr, die McLaren-Piloten und die Lotus-Piloten schafften es nicht in den letzten Teil des Zeitentrainings.
Der finale Abschnitt ging über eine Zeit von zwölf Minuten, in denen die ersten zehn Startpositionen vergeben wurden. Rosberg fuhr die Bestzeit vor Hamilton und Vettel. Er errang damit seine erste Pole-Position in diesem Jahr.

### Rennen

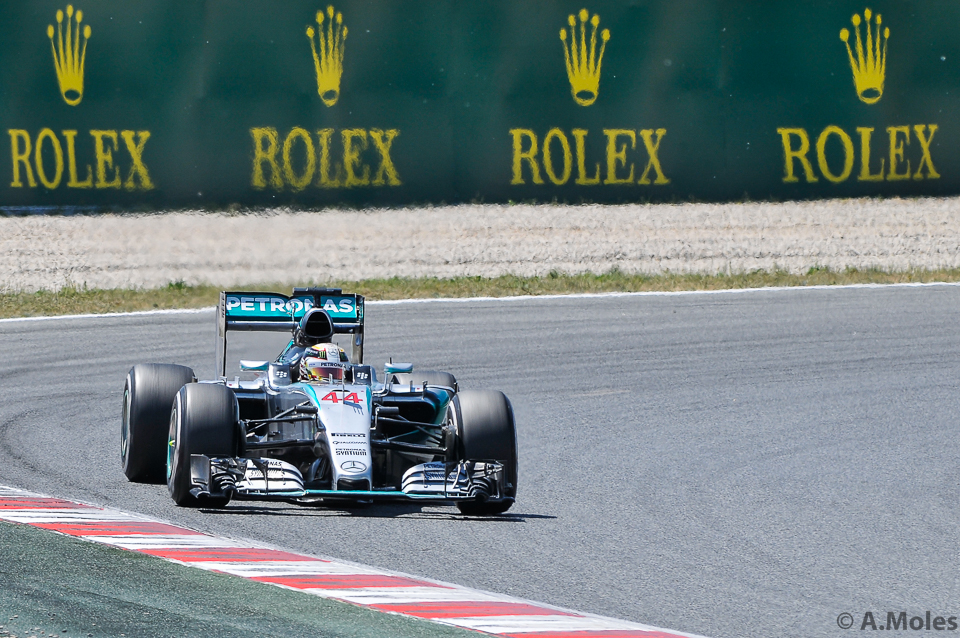
Lewis Hamilton holte zum ersten Mal in 2015 nicht die Pole-Position

Zu Beginn des Rennens kam Hamilton nicht gut weg, musste den zweiten Platz an Vettel abgeben und geriet gleichzeitig unter Druck von Valtteri Bottas. Rosberg blieb vorne, während der Rest des Feldes ohne Zwischenfälle durch die ersten Kurven kam. Räikkönen hatte eine gute erste Runde und rückte auf den fünften Platz vor. Die Toro Rosso-Fahrer konnten nicht an ihre guten Leistungen im Qualifying anknüpfen und verloren vielen Plätze.

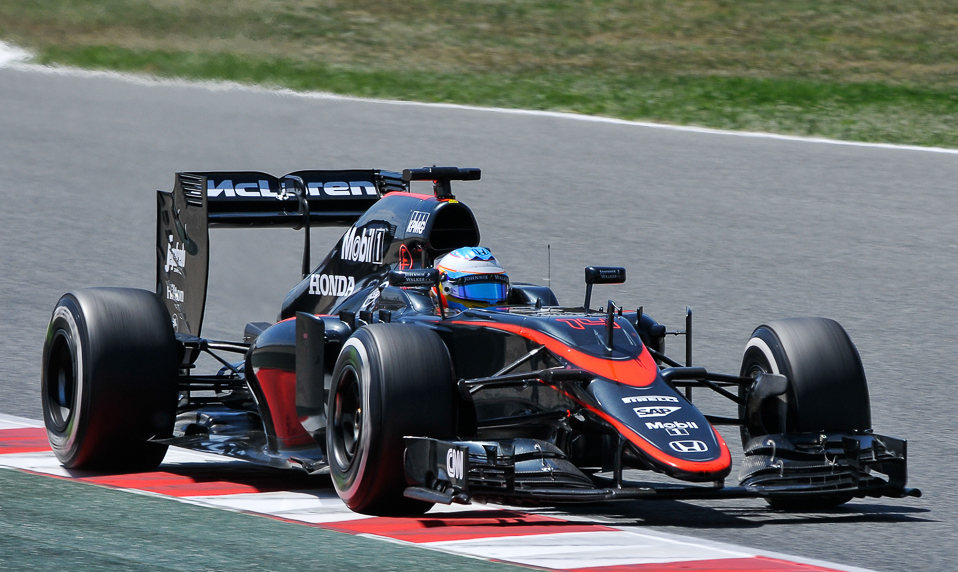
Lokalmatador Fernando Alonso

Als Rosberg einen Vorsprung herausarbeitete, sagte Hamilton seinem Team, dass es „unmöglich“ sei, Vettel auf der Strecke zu überholen. Mercedes stellte ihn ab Runde 14 auf eine Drei-Stopp-Strategie um, aber sein erster Stopp wurde durch ein Problem mit der Radmutter getrübt, sodass er Rosberg nicht überholen konnte, der zwei Runden später ohne Probleme einen Boxenstopp einlegte. In den folgenden Runden versuchte Hamilton, Vettel auf der Strecke zu überholen, jedoch ohne Erfolg.
Beim Kampf um die Position im Mittelfeld in den ersten Runden kam es zu einer Berührung der beiden Lotus-Autos, wodurch der Heckflügel von Maldonado beschädigt wurde. Als er zu seinem ersten Stopp an die Box kam, wurde die gesamte rechte Seitenplatte des Flügels abgerissen, was ihn später dazu zwang, in Runde 47 aufzugeben. Alonso war zuvor der erste Ausfall des Rennens gewesen, als seine Bremse aufgrund eines Bremsschadens versagte. Grund hierfür war ein abgerissenes Visier, welches in seiner Hinterradbremse hängen blieb. Als er in Runde 28 in die Boxengasse kam, schoss er über seine Box hinaus, traf einen Mechaniker und konnte nicht weiterfahren. Red Bull, das ein schwieriges Wochenende hatte und sich hinter seinem Schwesterteam Toro Rosso qualifizierte, machte den verlorenen Boden wett und rückte nach vorn, um schließlich die Plätze sieben und zehn zu belegen.

An der Spitze setzte Hamilton seine Drei-Stopp-Strategie gut ein und fuhr konstant die schnellsten Runden auf der Strecke. In Runde 46 legte Rosberg zum zweiten und letzten Mal einen Boxenstopp ein und lag nur wenige Sekunden vor Hamilton, der schnell an ihm vorbei in Führung ging. Hamilton absolvierte seinen letzten Stopp in Runde 51 und behielt problemlos den zweiten Platz vor Vettels Ferrari. Anschließend versuchte er, den Abstand zu Rosberg an der Spitze zu verringern, doch ein Vorsprung von 19 Sekunden konnte in den verbleibenden 14 Runden nicht mehr aufgeholt werden.

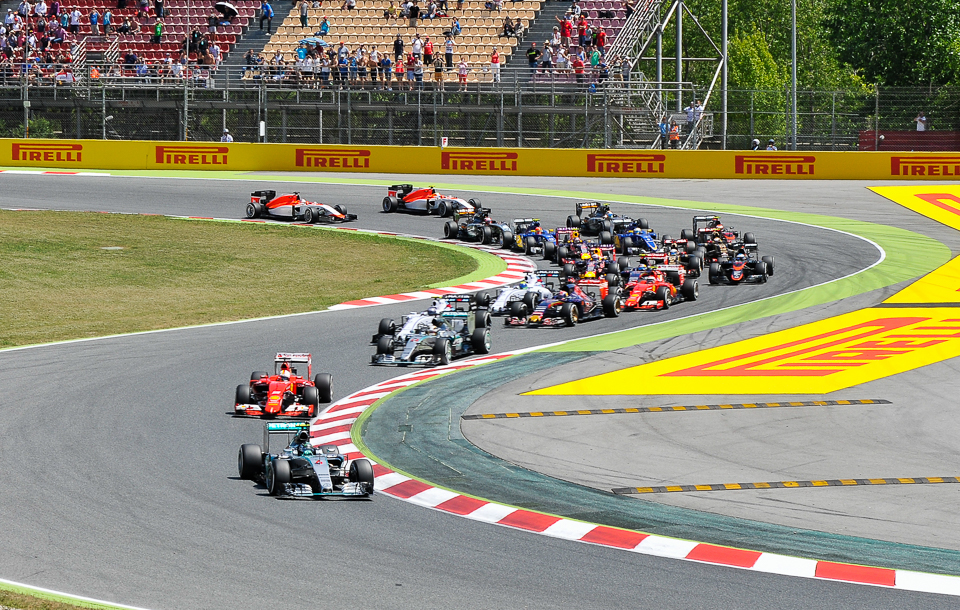
Nach dem Start führte Rosberg vor Vettel und Hamilton

Rosberg gewann schlussendlich das Rennen vor Hamilton und Vettel. Es war Rosbergs erster Sieg in der Saison und sein erster Sieg seit dem Großen Preis von Brasilien 2014. Für Mercedes war es der dritte Doppelsieg des Jahres. Die Top 10 komplettierten Bottas, Räikkönen, Massa, Ricciardo, Grosjean, Carlos Sainz jr. und Daniil Kwjat.
In der Fahrerwertung konnte Rosberg den Rückstand auf Hamilton verkürzen, Vettel blieb auf Platz drei. In der Konstrukteurswertung blieben die ersten drei Positionen unverändert, Mercedes konnte den Vorsprung weiter ausbauen.

## Meldeliste
| Team                          | Nr. | Fahrer             | Chassis                | Motor                       | Reifen |
| ----------------------------- | --- | ------------------ | ---------------------- | --------------------------- | ------ |
| Mercedes AMG Petronas F1 Team | 44  | Lewis Hamilton     | Mercedes F1 W06 Hybrid | Mercedes-Benz PU106B Hybrid | P      |
| Mercedes AMG Petronas F1 Team | 06  | Nico Rosberg       | Mercedes F1 W06 Hybrid | Mercedes-Benz PU106B Hybrid | P      |
| Infiniti Red Bull Racing      | 03  | Daniel Ricciardo   | Red Bull RB11          | Renault Energy F1 2015      | P      |
| Infiniti Red Bull Racing      | 26  | Daniil Kwjat       | Red Bull RB11          | Renault Energy F1 2015      | P      |
| Williams Martini Racing       | 19  | Felipe Massa       | Williams FW37          | Mercedes-Benz PU106B Hybrid | P      |
| Williams Martini Racing       | 41  | Susie Wolff        | Williams FW37          | Mercedes-Benz PU106B Hybrid | P      |
| Williams Martini Racing       | 77  | Valtteri Bottas    | Williams FW37          | Mercedes-Benz PU106B Hybrid | P      |
| Scuderia Ferrari              | 05  | Sebastian Vettel   | Ferrari SF15-T         | Ferrari 059/4               | P      |
| Scuderia Ferrari              | 07  | Kimi Räikkönen     | Ferrari SF15-T         | Ferrari 059/4               | P      |
| McLaren Honda                 | 14  | Fernando Alonso    | McLaren MP4-30         | Honda RA615H                | P      |
| McLaren Honda                 | 22  | Jenson Button      | McLaren MP4-30         | Honda RA615H                | P      |
| Sahara Force India F1 Team    | 27  | Nico Hülkenberg    | Force India VJM08      | Mercedes-Benz PU106B Hybrid | P      |
| Sahara Force India F1 Team    | 11  | Sergio Pérez       | Force India VJM08      | Mercedes-Benz PU106B Hybrid | P      |
| Scuderia Toro Rosso           | 33  | Max Verstappen     | Toro Rosso STR10       | Renault Energy F1 2015      | P      |
| Scuderia Toro Rosso           | 55  | Carlos Sainz jr.   | Toro Rosso STR10       | Renault Energy F1 2015      | P      |
| Lotus F1 Team                 | 08  | Romain Grosjean    | Lotus E23 Hybrid       | Mercedes-Benz PU106B Hybrid | P      |
| Lotus F1 Team                 | 13  | Pastor Maldonado   | Lotus E23 Hybrid       | Mercedes-Benz PU106B Hybrid | P      |
| Lotus F1 Team                 | 30  | Jolyon Palmer      | Lotus E23 Hybrid       | Mercedes-Benz PU106B Hybrid | P      |
| Manor Marussia F1 Team        | 28  | Will Stevens       | Marussia MR03          | Ferrari 059/3               | P      |
| Manor Marussia F1 Team        | 98  | Roberto Merhi      | Marussia MR03          | Ferrari 059/3               | P      |
| Sauber F1 Team                | 09  | Marcus Ericsson    | Sauber C34             | Ferrari 059/4               | P      |
| Sauber F1 Team                | 12  | Felipe Nasr        | Sauber C34             | Ferrari 059/4               | P      |
| Sauber F1 Team                | 36  | Raffaele Marciello | Sauber C34             | Ferrari 059/4               | P      |

Anmerkungen
1. 1 2  Der Williams mit der Startnummer 41 wurde im ersten freien Training für Wolff eingesetzt. Bottas übernahm das Fahrzeug anschließend für das restliche Rennwochenende mit seiner Startnummer 77.
2. 1 2  Der Lotus mit der Startnummer 30 wurde im ersten freien Training für Palmer eingesetzt. Grosjean übernahm das Fahrzeug anschließend für das restliche Rennwochenende mit seiner Startnummer 8.
3. 1 2  Der Sauber mit der Startnummer 36 wurde im ersten freien Training für Marciello eingesetzt. Ericsson übernahm das Fahrzeug anschließend für das restliche Rennwochenende mit seiner Startnummer 9.

## Klassifikationen

### Qualifying
| Pos.                                                                      | Fahrer           | Konstrukteur         | Q1       | Q2       | Q3       | Start |
| ------------------------------------------------------------------------- | ---------------- | -------------------- | -------- | -------- | -------- | ----- |
| 01                                                                        | Nico Rosberg     | Mercedes             | 1:26,490 | 1:25,166 | 1:24,681 | 01    |
| 02                                                                        | Lewis Hamilton   | Mercedes             | 1:26,382 | 1:25,740 | 1:24,948 | 02    |
| 03                                                                        | Sebastian Vettel | Ferrari              | 1:27,534 | 1:26,167 | 1:25,458 | 03    |
| 04                                                                        | Valtteri Bottas  | Williams-Mercedes    | 1:27,262 | 1:26,197 | 1:25,694 | 04    |
| 05                                                                        | Carlos Sainz jr. | Toro Rosso-Renault   | 1:26,773 | 1:26,475 | 1:26,136 | 05    |
| 06                                                                        | Max Verstappen   | Toro Rosso-Renault   | 1:27,393 | 1:26,441 | 1:26,249 | 06    |
| 07                                                                        | Kimi Räikkönen   | Ferrari              | 1:26,637 | 1:26,016 | 1:26,414 | 07    |
| 08                                                                        | Daniil Kwjat     | Red Bull-Renault     | 1:27,833 | 1:26,889 | 1:26,629 | 08    |
| 09                                                                        | Felipe Massa     | Williams-Mercedes    | 1:27,165 | 1:26,147 | 1:26,757 | 09    |
| 10                                                                        | Daniel Ricciardo | Red Bull-Renault     | 1:27,611 | 1:26,692 | 1:26,770 | 10    |
| 11                                                                        | Romain Grosjean  | Lotus-Mercedes       | 1:27,383 | 1:27,375 | –        | 11    |
| 12                                                                        | Pastor Maldonado | Lotus-Mercedes       | 1:27,281 | 1:27,450 | –        | 12    |
| 13                                                                        | Fernando Alonso  | McLaren-Honda        | 1:27,941 | 1:27,760 | –        | 13    |
| 14                                                                        | Jenson Button    | McLaren-Honda        | 1:27,813 | 1:27,854 | –        | 14    |
| 15                                                                        | Felipe Nasr      | Sauber-Ferrari       | 1:27,625 | 1:28,005 | –        | 15    |
| 16                                                                        | Marcus Ericsson  | Sauber-Ferrari       | 1:28,112 | –        | –        | 16    |
| 17                                                                        | Nico Hülkenberg  | Force India-Mercedes | 1:28,365 | –        | –        | 17    |
| 18                                                                        | Sergio Pérez     | Force India-Mercedes | 1:28,442 | –        | –        | 18    |
| 19                                                                        | Will Stevens     | Marussia-Ferrari     | 1:31,200 | –        | –        | 19    |
| 20                                                                        | Roberto Merhi    | Marussia-Ferrari     | 1:32,038 | –        | –        | 20    |
| 107-Prozent-Zeit: 1:32,429 min (bezogen auf Q1-Bestzeit von 1:26,382 min) |                  |                      |          |          |          |       |

### Rennen
| Pos. | Fahrer           | Konstrukteur         | Runden | Stopps | Zeit        | Start | Schnellste Runde |
| ---- | ---------------- | -------------------- | ------ | ------ | ----------- | ----- | ---------------- |
| 01   | Nico Rosberg     | Mercedes             | 66     | 2      | 1:41:12,555 | 01    | 1:29,109 (53.)   |
| 02   | Lewis Hamilton   | Mercedes             | 66     | 3      | + 17,551    | 02    | 1:28,270 (54.)   |
| 03   | Sebastian Vettel | Ferrari              | 66     | 2      | + 45,342    | 03    | 1:30,737 (61.)   |
| 04   | Valtteri Bottas  | Williams-Mercedes    | 66     | 2      | + 59,217    | 04    | 1:30,711 (44.)   |
| 05   | Kimi Räikkönen   | Ferrari              | 66     | 2      | + 1:00,002  | 07    | 1:29,931 (47.)   |
| 06   | Felipe Massa     | Williams-Mercedes    | 66     | 3      | + 1:21,314  | 09    | 1:30,374 (51.)   |
| 07   | Daniel Ricciardo | Red Bull-Renault     | 65     | 2      | + 1 Runde   | 10    | 1:31,124 (56.)   |
| 08   | Romain Grosjean  | Lotus-Mercedes       | 65     | 2      | + 1 Runde   | 11    | 1:31,945 (46.)   |
| 09   | Carlos Sainz jr. | Toro Rosso-Renault   | 65     | 2      | + 1 Runde   | 05    | 1:31,156 (62.)   |
| 10   | Daniil Kwjat     | Red Bull-Renault     | 65     | 2      | + 1 Runde   | 08    | 1:31,887 (40.)   |
| 11   | Max Verstappen   | Toro Rosso-Renault   | 65     | 2      | + 1 Runde   | 06    | 1:31,896 (46.)   |
| 12   | Felipe Nasr      | Sauber-Ferrari       | 65     | 2      | + 1 Runde   | 15    | 1:31,928 (41.)   |
| 13   | Sergio Pérez     | Force India-Mercedes | 65     | 2      | + 1 Runde   | 18    | 1:31,932 (38.)   |
| 14   | Marcus Ericsson  | Sauber-Ferrari       | 65     | 2      | + 1 Runde   | 16    | 1:32,222 (52.)   |
| 15   | Nico Hülkenberg  | Force India-Mercedes | 65     | 3      | + 1 Runde   | 17    | 1:30,888 (51.)   |
| 16   | Jenson Button    | McLaren-Honda        | 65     | 3      | + 1 Runde   | 14    | 1:31,162 (46.)   |
| 17   | Will Stevens     | Marussia-Ferrari     | 63     | 3      | + 3 Runden  | 19    | 1:33,655 (49.)   |
| 18   | Roberto Merhi    | Marussia-Ferrari     | 62     | 3      | + 4 Runden  | 20    | 1:34,211 (51.)   |
| –    | Pastor Maldonado | Lotus-Mercedes       | 45     | 3      | DNF         | 12    | 1:32,912 (17.)   |
| –    | Fernando Alonso  | McLaren-Honda        | 26     | 1      | DNF         | 13    | 1:33,387 (23.)   |

## WM-Stände nach dem Rennen
Die ersten zehn des Rennens bekamen 25, 18, 15, 12, 10, 8, 6, 4, 2 bzw. 1 Punkt(e).

### Fahrerwertung
| Pos. | Fahrer           | Konstrukteur       | Punkte |
| ---- | ---------------- | ------------------ | ------ |
| 01   | Lewis Hamilton   | Mercedes           | 111    |
| 02   | Nico Rosberg     | Mercedes           | 91     |
| 03   | Sebastian Vettel | Ferrari            | 80     |
| 04   | Kimi Räikkönen   | Ferrari            | 52     |
| 05   | Valtteri Bottas  | Williams-Mercedes  | 42     |
| 06   | Felipe Massa     | Williams-Mercedes  | 39     |
| 07   | Daniel Ricciardo | Red Bull-Renault   | 25     |
| 08   | Romain Grosjean  | Lotus-Mercedes     | 16     |
| 09   | Felipe Nasr      | Sauber-Ferrari     | 14     |
| 10   | Carlos Sainz jr. | Toro Rosso-Renault | 8      |
| 11   | Max Verstappen   | Toro Rosso-Renault | 6      |

| Pos. | Fahrer           | Konstrukteur         | Punkte |
| ---- | ---------------- | -------------------- | ------ |
| 12   | Nico Hülkenberg  | Force India-Mercedes | 6      |
| 13   | Sergio Pérez     | Force India-Mercedes | 5      |
| 14   | Marcus Ericsson  | Sauber-Ferrari       | 5      |
| 15   | Daniil Kwjat     | Red Bull-Renault     | 5      |
| 16   | Fernando Alonso  | McLaren-Honda        | 0      |
| 17   | Jenson Button    | McLaren-Honda        | 0      |
| 18   | Roberto Merhi    | Marussia-Ferrari     | 0      |
| 19   | Will Stevens     | Marussia-Ferrari     | 0      |
| 20   | Pastor Maldonado | Lotus-Mercedes       | 0      |
| –    | Kevin Magnussen  | McLaren-Honda        | 0      |

### Konstrukteurswertung
| Pos. | Konstrukteur      | Punkte |
| ---- | ----------------- | ------ |
| 1    | Mercedes          | 202    |
| 2    | Ferrari           | 132    |
| 3    | Williams-Mercedes | 81     |
| 4    | Red Bull-Renault  | 30     |
| 5    | Sauber-Ferrari    | 19     |

| Pos. | Konstrukteur         | Punkte |
| ---- | -------------------- | ------ |
| 06   | Lotus-Mercedes       | 16     |
| 07   | Toro Rosso-Renault   | 14     |
| 08   | Force India-Mercedes | 11     |
| 09   | McLaren-Honda        | 0      |
| 10   | Marussia-Ferrari     | 0      |